# 1903 w sztukach plastycznych
Wydarzenia w sztukach plastycznych i wizualnych w 1903 roku.

## Malarstwo
- Julian Fałat

Portret żony – akwarela na papierze, 51,5x48 cm
Autoportret – olej na płótnie, 47,5x132,5 cm
Krakowianki przed lustrem – akwarela na papierze, 58x92 cm
Wenecja - widok na Santa Maria Maggiore – pastel, 31,5x96 cm
- Jacek Malczewski

Anioł i pastuszek
- Józef Mehoffer

Dziwny ogórd
- Claude Monet

Most Waterloo we mgle
- Pablo Picasso

Tragedia
Stary żebrak z chłopcem
- Camille Pissarro

Quai Malaquais
- Jan Stanisławski

Chata w Popówce na Ukrainie (ok. 1903) – olej na kartonie, 24×32,2 cm
- Leon Wyczółkowski

Kopanie buraków – pastel na kartonie, 137x71 cm
Orka na Ukrainie – olej i pastel na płótnie, 66x94 cm

## Urodzeni
- Szczepan Skorupka (zm. 1997), polski malarz
- Fikret Mualla (zm. 1967), turecki malarz
- 14 marca – Adolph Gottlieb (zm. 1974), amerykański malarz
- 25 września – Mark Rothko (zm. 1970), amerykański malarz
- 17 listopada - André Arbus (zm. 1969), francuski rzeźbiarz i architekt wnętrz
- 22 grudnia – Odhise Paskali (zm. 1985), albański rzeźbiarz

## Zmarli
- 8 maja – Paul Gauguin (ur. 1848), francuski malarz
- 13 listopada – Camille Pissarro (ur. 1830), francuski malarz
- 17 listopada – Edwin Lord Weeks (ur. 1849), amerykański malarz i ilustrator